# Bartolomé Enseñat
Bartolomé Enseñat y Estrany (Inca, 11 de diciembre de 1917- Palma de Mallorca, 17 de enero de 1998), fue un historiador, arqueólogo y folclorista español.

## Trayectoria
Trabajó en Mallorca, sobre todo en Sóller y sus alrededores. Como prehistoriador y arqueólogo, fue comisario de excavaciones en Baleares entre 1951-1956, y coordinador del Patronato de Excavaciones Arqueológicas Submarinas de Baleares entre 1969-1975. Publicó trabajos sobre las cerámicas incisas, los problemas del rito de los enterramientos con cal y las construcciones talayóticas.
Como folklorista, fue el principal promotor del baile mallorquín desde la década de 1950 en Sóller, fue coordinador de los "Dansadors de la vall d'Or" (agrupación folklórica de Sóller) desde 1951 y fundador y director en 1975 de la antigua Escuela de Música y Danzas de Mallorca que luego llevaría su nombre.
Fue galardonado con la Gran cruz de Isabel la Católica (1960), el Siurell de Plata (1968) del diario Última Hora, la medalla de oro del Fomento del Turismo de Mallorca (1985) y el premio Ramon Llull (1997) del Gobierno Balear.
En la ciudad de Palma de Mallorca, frente al edificio de Hacienda y junto a Sanidad, hay una plaza dedicada a él.[cita requerida]

## Obra

### Algunas publicaciones

#### Arqueología
- Cerámicas con decoración incisa (1951).
- Los problemas actuales de la historia primitiva de Mallorca (1953).
- Excavaciones en el Puig d’en Canals, Sóller (1954).
- Hallazgo de un cráneo trepanado en la necrópolis de son Real (1954).
- Los problemas del bronce en Mallorca (1956).
- Nuevo hallazgo de cerámica incisa en Mallorca (1960).
- Cerámicas incisas del estilo del vaso campaniforme (1962).
- Unos bronces griegos hallados en Sóller (1966).
- Contribución al conocimiento de las primitivas culturas de Baleares (1967).
- Historia primitiva de Mallorca (1975).

#### Musicología
- Canto a Mallorca (1952).
- Folklore de Mallorca (1975).
- El port (1976).
- El pastor (1981).
- Mallorca canta (1993).